# Sherron Mills
Sherron Mills (Salisbury, 29 luglio 1971 – Baltimora, 17 gennaio 2016) è stato un cestista statunitense con cittadinanza turca, professionista in Francia, Italia, Turchia e Spagna.
È scomparso nel 2016 all'età di 44 anni a seguito della SLA.

## Carriera
Venne selezionato dai Minnesota Timberwolves al secondo giro del Draft NBA 1993 (29ª scelta assoluta).